# Nouveaux entrants
Les nouveaux entrants est une notion économique permettant de distinguer les entreprises s'insérant sur un nouveau marché. La facilité de leur venue est limitée par la barrière à l'entrée. Leur présence est une notion importante de la libre concurrence.